# Muehlenbeckia sagittifolia
Muehlenbeckia sagittifolia là một loài thực vật có hoa trong họ Rau răm. Loài này được (Ortega) Meisn. mô tả khoa học đầu tiên năm 1839.